# アトレチコ・マトグロッセンセ
クルーベ・アトレチコ・マトグロッセンセ (ポルトガル語: Clube Atlético Matogrossense) 、通称アトレチコ・マトグロッセンセ (Atlético Matogrossense) は、ブラジル・マットグロッソ州クイアバにかつて存在したサッカークラブである。カンピオナート・マトグロッセンセ （マットグロッソ州選手権） に5度優勝した。

## 歴史
クラブは1943年に創設された。カンピオナート・マトグロッセンセにおいて1946年、1950年、1955年、1956年、1957年に優勝した。クラブは1966年に解散した。

## タイトル

### 国内タイトル
- カンピオナート・マトグロッセンセ：5回
  - 1946, 1950, 1955, 1956,  1957

### 国際タイトル
なし

## スタジアム
アトレチコ・マトグロッセンセはエスタジオ・プレジデンテ・エウリコ・ガスパル・ドゥトラ、通称ドゥトリーニャでホームゲームを行っていた。同スタジアムの最大収容人数は7,000人。